# Нифон (Никулеску)
Епи́скоп Ни́фон (рум. Episcopul Nifon, в миру Николае Николеску, рум. Nicolae Nicolescu или Никулеску, рум. Niculescu; 1 июля 1858, Бухарест — 27 февраля 1923, Бухарест) — епископ Румынской православной церкви, епископ Нижнедунайский. Был известен как специалист по литургике и псалтири, издал книгу церковной музыки в 1902 году. Он редактировал серию дидактических и нравоучительных брошюр и читал многочисленные лекции, некоторые из которых были опубликованы.

## Биография
С 1872 по 1880 год учился в центральной семинарии в Бухаресте. После этого он поступил на богословский факультет Бухарестского университета, который окончил в 1892 году. В 1881 году он стал диаконом в Белой Церкви, а на следующий год был переведен в церковь Крецулеску. После рукоположения в сан священника он служил в Белой Церкви с 1883 по 1895 год. Некоторое время он был бухгалтером в Унгро-Валашской митрополии и профессором религии.
Овдовел. Пострижен в монашеством в Монастыре Черника с наречением имени Нифон. 25 февраля 1895 года решением Священного Синода Румынской православной церкви был изборан викарным епископом Унгро-Валашской митрополии с титулом «Плоештский». Его епископская хиротония состоялась 25 марта того же года в кафедральном соборе в Бухаресте.
22 марта 1909 года он был избран епископом Нижнедунайским со кафедрой в Галаце. 24 марта состоялась его инвеститура. 26 марте состоялась его интронизация.
1 января 1922 года вышел на покой. Скончался 27 февраля 1923 года.